# 若松町停留場
若松町停留場（日语：／ Wakamatsuchō teiryūjō */?）是位於北海道函館市若松町的函館市交通局（函館市電車）本線已被廢除的鐵路車站。

## 歷史
- 參考函館市交通局的歷史。

## 車站構造
- 若松町停留場屬於側式2面2線。只在其中一個方向設置月台。

## 車站周邊
- 國道5號
- 綜合福祉中心

## 相鄰車站

### 已廢除的路線
函館市交通局
本線（於1993年4月1日被廢除）
函館站前－若松町－海岸町